# Oumazza
Oumazza (arabiska: أم عزة) är en landskommun i Marocko. Den ligger i prefekturen Skhirate-Témara och regionen Rabat-Salé-Kénitra, omedelbart söder om huvudstaden Rabat. Antalet invånare var 6 197 vid folkräkningen 2014.